# يقمر الفردوس
يقمر الفردوس (الاسم العلمي: Galbula dea)، هو نوع من الطيور يتبع جنس اليقمر ضمن فصيلة اليقمريات من رتبة نقاريات الشكل. يبلغ طوله حوالي 30 سم. ويتواجد على طول حدود حوض الأمازون.